# Scaphiophryne brevis
Espèce
Synonymes
- Calophrynus brevis Boulenger, 1896

Statut de conservation UICN

 LC  : Préoccupation mineure
Scaphiophryne brevis est une espèce d'amphibiens de la famille des Microhylidae.

## Répartition
Cette espèce est endémique de Madagascar. Elle se rencontre jusqu'à 800 m d'altitude dans le Sud et le Sud-Ouest de l'île,.

## Description
Scaphiophryne brevis mesure de 31 à 40 mm pour les mâles et de 36 à 42 mm pour les femelles. Son dos est brun sombre, marbré de brun clair. En général, il n'y a pas de distinction franche entre la coloration du dos et celle des flancs. Son ventre est blanchâtre avec des taches noires. La peau de son dos est plus ou moins granuleuse, variant de légèrement à fortement granitée. Les mâles présentent un seul sac vocal pigmenté de noir.

## Publication originale
- Boulenger, 1896 : Descriptions of new Batrachians in the British Museum. The Annals and Magazine of Natural History, sér. 6, vol. 17, no 101, p. 401-406 (texte intégral).